# Sabaudia (Polen)
Sabaudia ist eine Ortschaft mit einem Schulzenamt der Landgemeinde Tomaszów Lubelski im Powiat Tomaszowski der Woiwodschaft Lublin in Polen.

## Geschichte
Das Dorf unmittelbar nordwestlich der Stadt Tomaszów Lubelski entstand im Jahr 1837 als eine deutsche Kolonie im Zamośćer Familienfideikommiss, im Département Lublin, im russisch beherrschten Kongresspolen. Um 1889 hatte Sabaudya 17 Häuser mit 187 Einwohnern. Ähnlich wurden einige weitere Kolonien gegründet, z. B. Rogóźno-Kolonia im Westen, Justynówka im Nordosten, Neu-Rauchersdorf (nach der Kolonie Rauchersdorf in Galizien) im Norden. 1916 gab es insgesamt 194 Deutsche in der Umgebung von Tomaszów, davon waren 106 römisch-katholisch und 88 evangelisch.
Nach dem Brotfrieden am 9. Februar 1918 soll das Gebiet zur Ukrainischen Volksrepublik gehören, aber nach dem Ende des Ersten Weltkriegs kam Sabaudia zu Polen. Im Zweiten Weltkrieg gehörte es zum Distrikt Lublin im Generalgouvernement. Von 1975 bis 1998 gehörte Sabaudia zur Woiwodschaft Zamość.